# Август Георг (маркграф Баден-Бадена)
А́вгуст Ге́орг Зи́мперт Ба́денский (нем. August Georg Simpert von Baden; 4 января 1706, замок Раштат, маркграфство Баден-Баден — 21 октября 1771, там же) — принц из дома Церингенов, последний маркграф Баден-Бадена с 1761 по 1771 год, исповедовавший католичество.

## Биография

### Ранние годы
Август Георг Зимперт родился 4 января 1706 года в замке Раштатт. Он был третьим ребёнком и вторым сыном в семье имперского фельдмаршала Людвига Вильгельма, маркграфа Баден-Бадена и Сибиллы Саксен-Лауэнбургской, принцессы из дома Асканиев. По отцовской линии приходился внуком наследному принцу Фердинанду Максимилиану и Луизе Кристине Кариньянской, принцессе из Савойского дома. По материнской линии был внуком имперского фельдмаршала Юлия Франца, герцога Саксен-Лауэнбурга и Гедвиги Пфальц-Зульцбахской, принцессы из дома Виттельсбахов.
В 1707 году скончался отец принца. Новым маркграфом Баден-Бадена стал его старший несовершеннолетний брат Людвиг Георг Зимперт, регентом при котором была поставлена их мать. Правление вдовствующей маркграфини заслужило ей уважение среди подданных. Решением матери Августа Георга готовили к карьере прелата. В 1726 году юный принц принёс монашеские обеты и стал каноником собора в Кёльне, а в 1728 году — деканом собора в Аугсбурге.

### Брак
В 1733 году вдовствующая маркграфиня умерла. Спустя два года, Август Георг оставил церковное служение и сочетался браком с Марией Викторией д’Аренберг, дочерью Леопольда Филиппа д’Аренберга, герцога Аренберга и Арсхота и Марии Людовики Франциски Пиньятелли. Церемония бракосочетания состоялась 7 декабря 1735 года в Раштаттском дворце.

### Поздние годы
После смерти брата, не оставившего наследников мужского пола, 22 октября 1761 года Август Георг стал новым маркграфом Баден-Бадена. Его брак был бездетным. Наследниками маркграфа должны были стать его дальние родственники — маркграфы Баден-Дурлаха из дома Церингенов, исповедовавшие протестантизм. Наследником оказался маркграф Карл Фридрих Баден-Дурлахский. В 1765 году Август Георг подготовил и подписал с ним договор об объединении католических и протестантских владений дома Церингенов, в котором для подданных предусматривалось право свободного исповедания религии.
В правление Августа Георга был принят устав для школ и учреждён фонд страхования, предусматривавший выплаты пострадавшим от пожара и вдовам. В честь своего полководца-отца, известного как «Турецкий Людовик», он также обустроил в Раштаттском дворце так называемую «Турецкую палату», где хранились его османские трофеи.
Август Георг умер в замке Раштатт 21 октября 1771 года. Его тело было похоронено в коллегиальной церкви в Баден-Бадене, а сердце — в капелле принцев в аббатстве Лихтенталь.